# Евгени Станимиров
Евгени Станимиров е български икономист и университетски преподавател, професор доктор по маркетинг. В периода 2011 – 2019 г. е заместник-ректор, а от 2019 г. ректор на Икономически университет – Варна.

## Биография
Евгени Станимиров е роден на 25 декември 1971 г.
През 1994 г. Станимиров завършва специалност „Икономика и управление на индустрията“ в Икономически университет – Варна. Работи като данъчен служител. През 1998 започва академичната му кариера.
Получава образователна и научна степен „доктор“ през 2005 г., а през 2008 г. и академичната длъжност „доцент“. През 2014 г. Станимиров става най-младият професор по маркетинг в България.
Той е дългогодишен ръководител на отдел „Учебна дейност и студенти“ в Икономически университет – Варна. Между 2011 и 2019 г. е заместник-ректор, а от 2019 г. е ректор на Икономически университет – Варна.
Член е на управителния съвет на Асоциацията на специалистите по корпоративна социална отговорност в България и на управителния съвет на Съюза на икономистите в България.

## Личен живот
Станимиров е женен за преподавателката в Икономически университет – Варна доц. д-р Мария Станимирова. Двамата имат две деца – Радослав Станимиров и Вяра Станимирова.